# Liban na Letnich Igrzyskach Olimpijskich 2000
Liban na Letnich Igrzyskach Olimpijskich 2000 reprezentowało 6 zawodników, 4 mężczyzn i 2 kobiety.

## Skład kadry

### Lekkoatletyka
- Jean Claude Rabbath - skok wzwyż mężczyzn (odpadł w kwalifikacjach)
- Lina Bejjani - bieg na 100 m kobiet (odpadła w 1 rundzie kwalifikacji)

### Pływanie
- Ragi Edde - 100 m stylem dowolnym mężczyzn (odpadł w eliminacjach)
- Rola El Haress - 100 m stylem dowolnym kobiet (odpadła w eliminacjach)

### Podnoszenie ciężarów
- Khodor Alaywan - kategoria do 85 kg mężczyzn (19. miejsce)

### Strzelectwo
- Joe Salem